# Sonic the Hedgehog (seria)
Sonic the Hedgehog – seria gier komputerowych z niebieskim jeżem o imieniu Sonic w roli głównej produkcji Sonic Team – oddziału firmy Sega. Pierwszą grą z tej serii jest Sonic the Hedgehog wydany na konsolę Sega Mega Drive.

## Schemat gry
W pierwszych tytułach schemat gry był następujący: gracz przemierza kolejne poziomy zwane strefami, które z kolei dzielą się na akty. W każdej strefie gracz ma za zadanie jak najszybsze przemierzenie planszy kolekcjonując przy tym jak największą liczbę pierścieni. Gracz musi uważać na przeciwników w postaci robotów zwanych badnikami, które jako źródło swego zasilania zawierają zwierzątka – wspomniane istoty można zwykle uwolnić przez zniszczenie robota.

### Pierścienie

Pierścienie są istotną częścią gry

Podczas swojej podróży gracz zbiera pierścienie, których posiadanie chroni bohatera przed utratą życia: gdy postać kontrolowana przez gracza zostanie zraniona, 20 posiadanych przez nią pierścieni jest wytrącane (można je próbować zbierać, jednak szybko znikają), pozostałe znikają bezpowrotnie. Jeśli w momencie zranienia ich nie posiada – ginie. Z kolei zebranie stu pierścieni powoduje przyznanie dodatkowego życia. Liczba zebranych pierścieni wpływa też na końcową punktację.
Pierścienie są wykonane z metalu, dlatego też są przyciągane przez pole magnetyczne. Tę właściwość wykorzystano po raz pierwszy w Sonic the Hedgehog 3, gdzie gracz może uzyskać specjalną tarczę przypominającą wyglądem pole siłowe przyciągającą wszystkie pierścienie znajdujące się w pobliżu.
W grze Sonic the Hedgehog z 2006 liczba pierścieni wpływa także na maksymalną prędkość, którą może osiągnąć postać. Im więcej pierścieni jest w posiadaniu gracza, tym większą prędkość jest w stanie osiągnąć bohater. W tym tytule przy zranieniu gracz nie traci również wszystkich pierścieni – liczba traconych pierścieni zależy od powagi i skuteczności przeprowadzonego ataku.

### Power-upy

Telewizor z osłoną

Power-up to modyfikator parametrów postaci, który ma za zadanie pomóc graczowi w rozgrywce. W serii mają one postać telewizorów, które po rozbiciu nadają graczowi odpowiednią cechę.

### Badniki
Pojawiający się w grach komputerowi przeciwnicy nazywani są potocznie „badnikami”. Każdy badnik jest robotem-wrogiem, w którym uwięzione jest zwierzę (choć w Sonic CD były również i kwiaty) pełniące rolę „zasilacza” maszyny. Aby uwolnić zniewolone stworzenie, należy zniszczyć badnika – najczęściej wystarczy w niego uderzyć, choć zdarzają się bardziej wymagający oponenci.
W grze Sonic Adventure 2 badniki zawierają w sobie Chaos Drive, który może być wykorzystany do ulepszenia statystyk swojego Chao. W tym tytule badniki przyjmują również bardziej humanoidalne kształty w przeciwieństwie do poprzednich gier, gdzie roboty najczęściej przypominały zwierzęta.

### Konfrontacja z bossem
Pod koniec strefy (w ostatnim akcie) gracz spotyka bossa – zwykle jest nim doktor Eggman zasiadający za sterami robota własnej konstrukcji. Jego pokonanie polega zwykle na uderzeniu go w konkretne miejsce odpowiednią liczbę razy. Oczywiście utrudnieniem jest zachowanie robota oraz znajdujące się wokół obiekty, czy zachodzące zjawiska. Najczęściej zachowanie bossa jest cykliczne i polega na wykonywaniu zadań, które można przedstawić w postaci schematu krokowego. Poznanie następujących po sobie czynności i późniejsze ich przewidzenie jest kluczowym zadaniem gracza.
Pierwszym bossem w historii serii jest Eggman w swoim latającym Eggmobilu z przymocowaną ogromną kulą na metalowym łańcuchu, która wiruje wokół maszyny. Pojazd porusza się regularnie od lewej od prawej, „huśtając” kulę. Aby go pokonać, należy w odpowiednim momencie wskoczyć na jedną z dwóch platform znajdujących się na planszy, zaś skoczywszy stamtąd na Eggmobile zadać mu w ten sposób obrażenia.

### Szmaragdy Chaosu

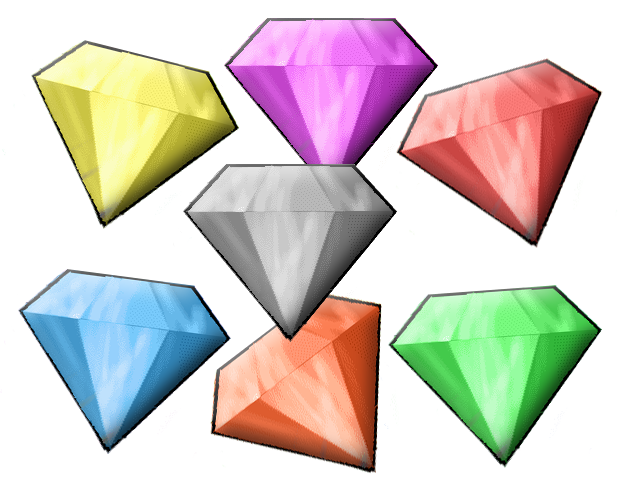
Szmaragdy Chaosu

Podczas gry gracz może również zebrać siedem Szmaragdów Chaosu (ang. Chaos Emerald). Mimo iż możliwość ich zbierania istniała już od pierwszej części gry, to dopiero od drugiej zebranie wszystkich siedmiu umożliwiało graczowi przemienienie się w Super Sonica.
Szmaragdy Chaosu zdobywa się najczęściej w planszach specjalnych, lecz w pierwszych grach na konsolę Sega Master System szmaragdy ukryte były na zwykłych poziomach. Stopień trudności zdobywania Szmaragdów rośnie wraz z postępem w grze, dlatego nie warto zostawiać ich zbierania na ostatnią chwilę – im wcześniej gracz rozpocznie próby, tym więcej będzie miał szans na zdobycie całego kompletu.
W Sonic R szmaragdy ukryte są w miejscach/pomieszczeniach, które można otworzyć po zdobyciu określonej liczby pierścieni. Zdobycie wszystkich siedmiu kamieni odblokowuje dodatkową postać – Super Sonica – szybszą niż reszta. Dzięki temu, że unosi się nieco nad ziemią, może przemieszczać się po tafli wody bez potrzeby zachowywania dużej prędkości.
W Sonic Adventure i Sonic Adventure 2 zdobywanie Szmaragdów wiąże się często ściśle z fabułą gry, zebranie całości jest kluczem do jej rozwiązania. Bohaterowie mogą zebrać jedynie kilka z nich, ostatecznie przekazują je jednak Sonicowi.

## Główne postaci
- Jeż Sonic – niebieski jeż osiągający pieszo ponaddźwiękową prędkość
- Miles „Tails” Prower – żółty lis o dwóch ogonach, najlepszy przyjaciel Sonica
- Kolczatka Knuckles – czerwona kolczatka strzegąca Głównego Szmaragdu
- Doktor Eggman – główny antagonista serii
- Amy Rose – różowa samica jeża, przyjaciółka głównego bohatera serii
- Jeż Shadow – czarny jeż przypominający Sonica, w biegu rozwija taką samą prędkość, potrafi się teleportować

## Guardian Unit of Nations
Guardian Unit of Nations (w skrócie GUN) to fikcyjna organizacja militarna występująca w grach serii Sonic the Hedgehog.
Jej statut, na podstawie danych zawartych w fabule, jest równy międzynarodowej organizacji polityczno-militarnej ściśle związanej z lokalnymi rządami. Najbliższym odpowiednikiem GUN w prawdziwym świecie jest NATO. GUN zajmuje się zwalczaniem przestępczości i terroryzmu, działaniami prewencyjnymi oraz inwiligacyjnymi. Siłę tejże organizacji oprócz żołnierzy stanowi również potężna armia humaidalnych robotów.
W serialu Sonic X, w przeciwieństwie do fabuły zawartej w grach z serii, GUN jest organizacją rządową, ściśle związaną z rządem Stanów Zjednoczonych. W serialu organizacja zajmuje się głównie działaniami inwiligacyjnymi, kradnąc projekty i technologie Doktora Eggmana.

## Chronologia gier
Poniżej znajduje się lista najważniejszych gier według chronologii zdarzeń:
- Sonic the Hedgehog (wersja na 16-bitową konsolę Sega Mega Drive; 1991)
- Sonic the Hedgehog (wersja na 8-bitowe konsole Sega Master System i Sega Game Gear; 1991)
- Sonic the Hedgehog 2 (wersja na 16-bitową konsolę Sega Mega Drive; 1992)
- Sonic the Hedgehog 2 (wersja na 8-bitowe konsole Sega Master System i Sega Game Gear; 1992)
- Sonic CD (1993)
- Sonic the Hedgehog 3 & Knuckles (1994)
- Sonic 3D Blast (1996)
- Sonic Adventure (1998)
- Sonic Adventure 2 (2001)
- Sonic Advance (2001)
- Sonic Advance 2 (2002)
- Sonic Battle (2003)
- Sonic Heroes (2003)
- Sonic Advance 3 (2004)
- Shadow the Hedgehog (2005)
- Sonic Rush (2005)
- Sonic Riders (2006)
- Sonic the Hedgehog (2006)
- Sonic Rivals (2006)
- Sonic and the Secret Rings (2007)
- Sonic Rivals 2 (2007)
- Sonic Riders: Zero Gravity (2008)
- Sonic Unleashed (2008)
- Sonic Chronicles: The Dark Brotherhood (2008)
- Sonic and the Black Knight (2009)
- Sonic Colors (2010)
- Sonic the Hedgehog 4: Episode 1 (2010)
- Sonic Free Riders (2010)
- Sonic Generations (2011)
- Sonic the Hedgehog 4: Episode 2 (2012)
- Sonic: Lost World (2013)
- Sonic Mania (2017)
- Sonic Forces (2017)
- Sonic Mania Plus (2018)
- Team Sonic Racing (2019)
- Sonic Colors: Ultimate (2021)
- Sonic Frontiers (2022)
- Sonic Superstars (2023)
- Sonic X Shadow Generations (2024)